# Hedysarum callithrix
Hedysarum callithrix är en ärtväxtart som beskrevs av Pierre Edmond Boissier. Hedysarum callithrix ingår i släktet buskväpplingar, och familjen ärtväxter. Inga underarter finns listade i Catalogue of Life.